# المؤتمر الوزراي لمنظمة التجارة العالمية في 2003
المؤتمر الوزراي لمنظمة التجارة العالمية في 2003 مؤتمر تجمع فيه وزراء تجارة 146 دولة عضو في منظمة التجارة العالمية، وهو ما يمثل 93 في المئة من التجارة العالمية وعقد في كانكون، المكسيك في سبتمبر 2003. لتحديد الاتجاه بالنسبة لدول منظمة التجارة العالمية للتوصل إلى اتفاقات ومفاوضات حول الزراعة، وعدم الوصول إلى الأسواق الزراعية، والخدمات، والمعاملة الخاصة للبلدان النامية. كان من المفترض أن يتم التوصل إلى المفاوضات 1 يناير 2005.